# وادیم نمکوف
وادیم نمکوف (انگلیسی: Vadim Nemkov؛ زادهٔ ۲۰ ژوئن ۱۹۹۲) ورزشکار هنرهای رزمی ترکیبی اهل روسیه است. وی از سال ۲۰۱۳ میلادی تاکنون مشغول فعالیت بوده‌است.